# Simon-Nicolas-Henri Linguet
Simon-Nicolas-Henri Linguet (14. července 1736 Remeš – 27. června 1794 Paříž) byl francouzský právník a literát. Ve svém díle se stavěl proti filozofům, jansenistům, a zejména ekonomickému liberalismu zavedenému Francouzskou revolucí, u kterého kritizoval jeho negativní důsledky vůči dělnické třídě.

## Životopis
Jeho otec byl ardenského původu, působil jako právník u parlamentu, vrchní referent pro volby v Remeši a jako viceprimátor Navarrské koleje.
Linguet jako tajemník vévody de Deux-Ponts, odcestoval do Polska, ale musel se vrátit do Francie kvůli obvinění z krádeže koně. Po návratu do Paříže se dostal do sporu s básníkem Claudem-Josephem Dorâtem kvůli 100 nebo 200 louisům, které mu údajně ukradl. Poté se stal pobočníkem knížetem de Beauvau ve Španělsku. Tam se naučil španělsky a překládal autory Calderóna a Lope de Vega. Poté napsal Histoire du siècle d'Alexandre publikovanou v Amsterdamu v roce 1762. Nepodařilo se mu stát se členem  Francouzské akademie a stal se spolu s Éliem Fréronem jejím odpůrcem. V roce 1763 se na nějakou dobu usadil v Abbeville, kde se pokusil znovu spojit s akademiky.
Jako student Linguet studoval v Paříži. Před revolucí působil jako advokát. Poté složil několik literárních sbírek.
Jako právník obhajoval mnohé osobnosti: rytíř de La Barre (1766), vévoda de Aiguillon (1770), markýz Louis de Gouy d'Arsy (1771), hrabě de Morangiès (1772), Cassier de Bellegarde a Jean Joseph Carrier de Montieu (1773) a komtesa de Béthune (1774). Tento poslední případ mu vynesl vyloučení z advokátní komory kvůli svému neloajálnímu přístupu a pohrdání svými kolegy.
Přešel proto na žurnalistiku a stal se redaktorem týdeníku Charlese-Josepha Panckouckeho Journal de politique et de litérature. O několik měsíců později musel Linguet opustit svůj post pod ministerským tlakem Vergennese a Miromesnila kvůli příliš ostrým útokům na členy Francouzské akademie.
Poté, co se odcizil mocenským a literárním institucím, dobrovolně odešel do exilu do Londýna, kde v březnu 1777 začal vydávat Annales civiles, politiques et littéraires. Brzy poté pokračoval ve vydavatelské činnosti v rakouském Nizozemsku. Ale vylákán do Paříže v září 1780 byl okamžitě uvězněn. V letech 1780–1782 byl uvězněn v Bastile a po propuštění se vrátil do Anglie. Tam se znovu spojil s Annales a publikoval vzpomínky na své věznění v Mémoires sur la Bastille et sur la détention de M. Linguet, écrits par lui-même (Londýn, 1783).
Následující rok vedl kampaň za znovuotevření ústí Šeldy. Rakouská vláda mu za to udělila šlechtický titul a v roce 1786 zařídila jeho návrat do Francie. Pod ochranou Josefa II. a Ludvíka XVI., který měl rád jeho novinářský styl, se vrátil do vlasti.
Po pobytu v Nizozemsku v roce 1789 se vrátil do Francie. Linguet pokračoval ve své profesi novináře i během francouzské revoluce. Do roku 1792 psal články do svých Annales.
V roce 1791 obhajoval koloniální shromáždění Santo Domingo před Ústavodárným shromážděním.
V Zákonodárném sboru vznesl obvinění proti ministrovi Antoinovi Françoisovi Bertrandovi de Molleville.
Jako člen klubu kordeliérů byl Barnaveovým protivníkem a stal se přívržencem Desmoulinse, Dantona a Robespierra.
V polovině roku 1792 opustil žurnalistiku i politiku a odešel na své panství a zámek v Marnes-lès-Saint-Cloud, kde byl zvolen starostou a vedl život zasvěcený filantropii.
Byl zatčen během Hrůzovlády v září 1793 na základě obvinění, že před revolucí publikoval ve svém časopise oslavné články, aby získal finanční odměnu od cizích panovníků. Dopisy nalezené v tzv. železné truhle z roku 1784 ho kompromitovaly, i když pocházely ještě z doby před revolucí. Proces proběhl o devět měsíců později, byl odsouzen 9. messidoru roku II (27. června 1794) a gilotinován téhož dne. Byl pohřben na hřbitově Picpus.

## Dílo
Vydal přes 50 knih a v letech 1777–1792 vydával Annales politiques, civiles et littéraires du dix-huitième siècle (Politické, občanské a literární letopisy osmnáctého století).